# Pic Coolidge

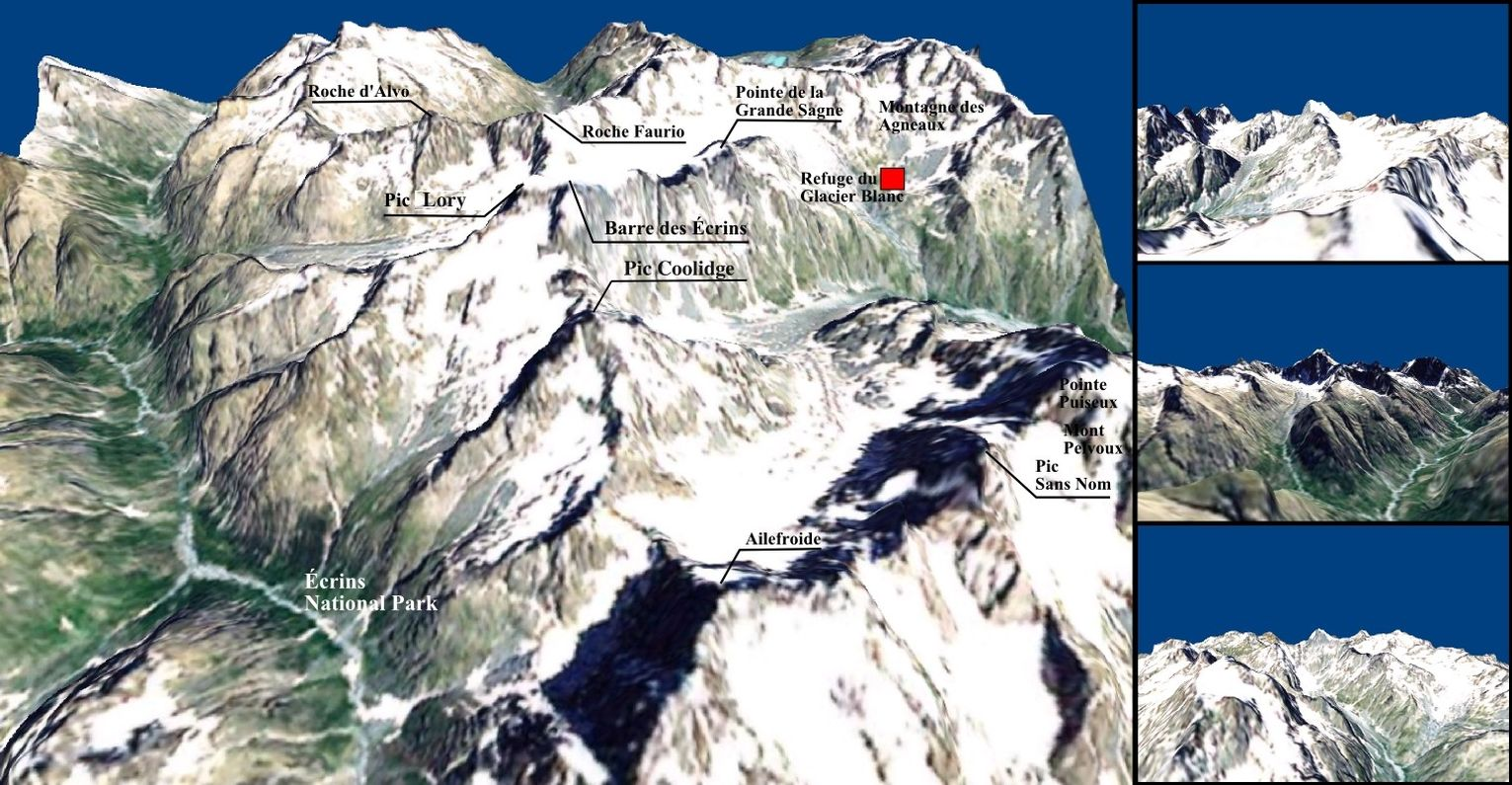
Barre des Écrins maps and views

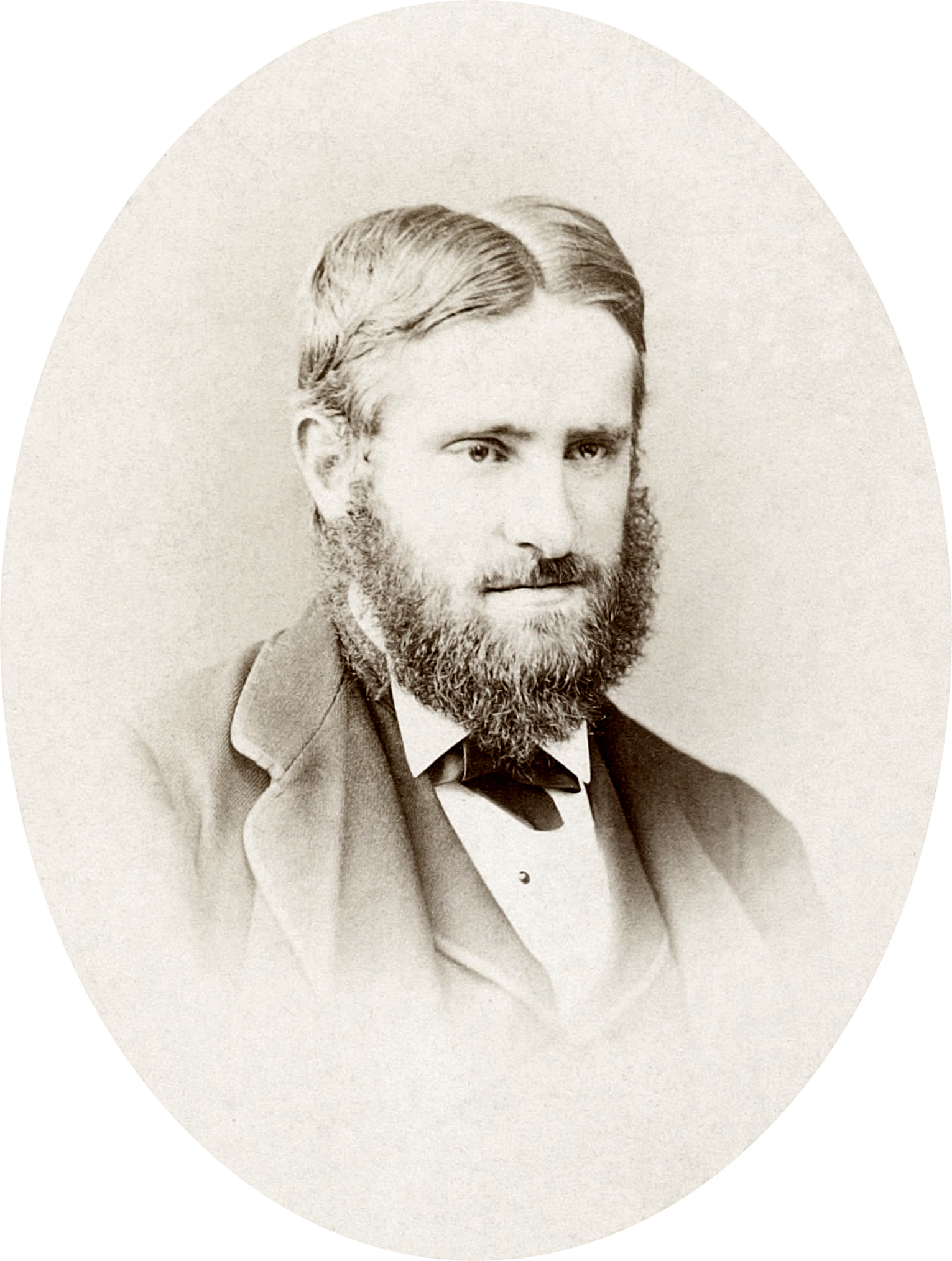
William Augustus Brevoort Coolidge

Pic Coolidge (3774 m n.p.m.) – szczyt w grupie górskiej Écrins w Alpach Delfinackich.
Masyw Pic Coolidge wznosi się w głównym grzbiecie grupy Écrins, ok. 1,5 km na południe od szczytu Barre des Écrins. Grań masywu, o długości nieco ponad 2 km, rozdziela dolinę Glacier Noir (franc. Czarny Lodowiec) na wschodzie od dolinki Vallon de la Pilatte na zachodzie. Masyw Pic Coolidge oddzielony jest od masywu Barre des Écrins przełęczą Col des Avalanches (franc. Lawinowa Przełęcz; 3479 m n.p.m.). W północnej grani Pic Coolidge, tuż nad przełęczą, wystrzela potężna turnia zwana le Fifre (3698 m n.p.m.). Na południu przełęcz Col de la Temple (3322 m n.p.m.) oddziela Pic Coolidge od szczytu Pic de la Temple (3391 m n.p.m.). Pic Coolidge posiada dwa wierzchołki, wyższy jest wierzchołek południowy. W kierunku wschodnim od szczytu wybiega masywne skalne ramię, zakończone kopulastym spiętrzeniem (3345 m n.p.m.), rozdzielające dwie odnogi lodowca Glacier Noir.
Szczyt nosi imię Williama A. Coolidge’a, angielskiego alpinisty, który jako pierwszy zdobył go w dniu 14 lipca 1877 r. wraz ze swym przyjacielem i przewodnikiem z Grindelwaldu, Christianem Almerem i jego synem Ulrichem.
Najłatwiejsze wejście: od schroniska Bivouac de la Temple na Col de la Temple i dalej południową granią na szczyt.